# Jacques Laskar
 (février 2016).
Si vous disposez d'ouvrages ou d'articles de référence ou si vous connaissez des sites web de qualité traitant du thème abordé ici, merci de compléter l'article en donnant les références utiles à sa vérifiabilité et en les liant à la section « Notes et références ».
Jacques Laskar, né le 28 avril 1955 à Paris, est un astronome français. Il est actuellement directeur de recherche au CNRS, membre du groupe Astronomie et systèmes dynamiques de l'Institut de mécanique céleste et de calcul des éphémérides (IMCCE) de l'Observatoire de Paris, qu'il dirige avec Alain Chenciner.
Depuis 2003, il est membre de l'Académie des sciences,. Il a reçu la médaille d'argent du CNRS en 1994.

## Aspects biographiques
- 1974-1977 : École normale supérieure de Cachan, voie mathématiques. Enseigne en lycée et collège de 1977 à 1980.
- 1981 : Agrégation de mathématiques.
- 1982 : DEA d'astronomie et de mécanique céleste.
- 1984 : Doctorat de 3e cycle à l'Observatoire de Paris.

- 1985 : Entrée au Bureau des longitudes comme chargé de recherche de seconde classe du CNRS.

## Travaux de recherche

### Stabilité du système solaire
En 1989, Jacques Laskar démontre que les planètes du système solaire ont toutes des courses chaotiques, en particulier les planètes internes Mercure et Vénus, ainsi que la Terre et Mars. Mercure est celle dont l'excentricité de l'orbite est la plus chaotique et pourrait subir de fortes variations, entraînant un déséquilibre des orbites des planètes voisines et de possibles collisions, ou bien la rencontre de Mercure avec le Soleil, ou même son éjection du système solaire.
En 2009, il publie des résultats concernant l'évolution des orbites des planètes du système solaire sur une échelle de 5 milliards d'années (soit l'espérance de vie de notre étoile à compter du temps présent). Il s'agit de résultats statistiques obtenus par simulation numérique sur un modèle détaillé incluant le Soleil, toutes les planètes, Pluton, la Lune et prenant en compte des corrections relativistes de la loi de la gravitation. Sur 2 500 scénarios testés, environ 1 % peuvent être qualifiés d'instables car ils donnent lieu à une forte augmentation de l'excentricité de l'orbite de Mercure, ce qui conduirait à des scénarios catastrophes du type collision de planètes,. Les scénarios restants, soit 99 %, sont stables dans le sens où les orbites planétaires ne se coupent jamais, ce qui empêche les collisions.
Les différents scénarios ne diffèrent que par les conditions initiales, c'est-à-dire par la donnée des positions et des vitesses des planètes du système solaire au temps présent. Les variations introduites sont infimes, de l'ordre du mètre pour la position d'une planète, et cependant les trajectoires divergent rapidement, sur des échelles de temps de l'ordre de 10 millions d'années. Ce caractère imprévisible de l'évolution du système solaire, quelle que soit la précision avec laquelle son état est connu à un instant donné, est propre aux systèmes dynamiques chaotiques.

### Évolution chaotique de l'obliquité des planètes
Jacques Laskar a également contribué à l'étude de l'évolution de l'obliquité des planètes du système solaire. On peut par exemple citer ses travaux sur la rotation rétrograde de Vénus.

### Stabilisation de l'obliquité de la Terre par la Lune
En 1993, il publie une analyse de la stabilité de l'orbite de la Terre autour du Soleil, qui montre que son obliquité (inclinaison de l'axe des pôles par rapport à l'axe de l'orbite terrestre) évolue dans une zone globalement stable autour de 23,3° ± 1,3°. Notre planète évite ainsi un régime chaotique qui se produirait si l'obliquité était comprise entre 60° et 90°. Cette étude montre aussi qu'en l'absence de son satellite, la Lune, l'obliquité de la Terre serait en revanche inévitablement chaotique. Par effet de marée gravitationnelle, la Lune agit ainsi comme un stabilisateur, empêchant des mouvements ou retournements de l'axe des pôles. Cette stabilité de l'obliquité permet d'avoir un climat et un environnement stable et a probablement joué un rôle essentiel dans l'apparition de la Vie sur notre planète.

### Paléoclimats
Il a contribué à la théorie astronomique des paléoclimats, ses études des orbites et des obliquités des planètes du système solaire lui permettant de faire le lien avec l'étude des climats sur des échelles de temps géologiques.

### Hommage
L'astéroïde (18605) Jacqueslaskar a été nommé en son honneur en 1998.